# Argyractis supercilialis
Argyractis supercilialis là một loài bướm đêm trong họ Crambidae.